# Pascal Loubet
Pascal Raciquot-Loubet, noto anche con lo pseudonimo PPRL (Le Havre, 15 novembre 1958), è uno scrittore, giornalista, fotografo e traduttore francese.

## Biografia
È nato a Le Havre, ma vive a Parigi.
Ha co-fondato Act Up-Paris nel 1989 con Didier Lestrade e Luc Coulavin. È stato responsabile del design grafico molto rigido dell'ente per i diritti umani. Ha lasciato l'associazione dopo due anni di militanza.
Collaboratore di diverse riviste culturali, nel 1995 ha co-fondato con Didier Lestrade la rivista a tematica LGBT Têtu, di cui è stato caporedattore fino al 1997. Ha pubblicato cinque romanzi tra il 1992 e il 2002.
Ha tradotto numerose opere dall'inglese al francese, tra cui i volumi II-IV delle I racconti di San Francisco di Armistead Maupin, i primi romanzi di Howard Jacobson pubblicati da Calmann-Lévy e i romanzi polizieschi pubblicati dalle Editions du Masque, tra cui Reginald Hill, Peter Lovesey, Val McDermid, Michael Nava e Ruth Rendell, oltre a Joseph Hansen pubblicato da Rivages/Noir.
Come fotografo, le sue immagini e i suoi video ipnotici si concentrano sulla bellezza maschile irreale. I suoi ritratti, composti da diverse foto di giovani uomini, sono stati esposti tra il 2005 e il 2012 alla FIAC, ad Art Paris, a Paris Photo, nella boutique parigina Colette e in diversi festival in Francia e negli Stati Uniti. I suoi video sono stati trasmessi su Canal+. Loïc Prigent lo ha definito "il Bruce Weber francese". La sua serie Poolside, prodotta tra il 2007 e il 2016, è stata seguita nel 2017 da Summer of Brothers. È autore di diverse campagne pubblicitarie per il marchio di lingerie maschile Garçon français e collabora anche con il marchio di abbigliamento sportivo Ron Dorff.
È stato rappresentato per dieci anni dalla galleria Esther Woerdehoff. Dal 2017 le sue fotografie (stampe e libri) sono distribuite da Big Cartel.